# Petar Patev
Petar Patev (Bulgarian Cyrillic: Петър Патев; sinh 21 tháng 5 năm 1993) là một cầu thủ bóng đá Bulgaria thi đấu ở vị trí hậu vệ cho Dunav Ruse.
Anh sinh ra ở Burgas và khởi đầu sự nghiệp ở câu lạc bộ địa phương Chernomorets Burgas.